# جيمس سن
جيمس سن (بالإنجليزية: James Sun)‏ هو رائد أعمال أمريكي، ولد في 1977 في سول في كوريا الجنوبية.

## وصلات خارجية
- جيمس سن على موقع IMDb (الإنجليزية)